# Honda Civic (5ème génération)
Pour un article plus général, voir Honda Civic.
La cinquième génération de la Honda Civic, aussi appelée Civic EG, Civic 5G ou Civic 92-95 a commencé sa carrière fin 1991, avant de laisser sa place à la sixième génération fin 1995.  
Elle se distingue de la génération précédente par une carrosserie faisant la part belle aux courbes, en rupture totale avec sa devancière très anguleuse et par l'absence d'une déclinaison break. Elle sera la dernière génération à disposer d'une variante CR-X : le roadster biplace CR-X del Sol. 
Elle se décline néanmoins sous trois carrosseries différentes : la Civic trois portes à hayon (« Hatchback »), la Civic quatre portes tricorps (« Ferio ») et la Civic « Coupé » deux portes tricorps.
Cette génération de Honda Civic a été commercialisée au Japon du 10 septembre 1991 au 4 septembre 1995.  
En France, elle est commercialisée à partir de décembre 1991 pour la trois portes (année-modèle 92), décembre 1992 pour la quatre portes, et au printemps 1994 pour la Coupé. 
Les versions vendues en France et en Europe était fabriquée à l'usine de Suzuka au Japon. 
Ont peux y observer la Lettre “S” sur le numéro de série (VIN) pour les modèles fabriqués à Suzuka, le numéro de série frappé à froid et la plaque constructeur riveté bleu ce situe juste au dessus de l’emplacement de la batterie.  
En France, les motorisations au nombre de cinq sur la Civic 3 portes proposent une gamme plutôt complète de moteurs s'adaptant à tous les usages d'époque. Elle débute avec un 1 300 cc 6 cv fiscaux à carburateur double-corps développant 75 ch pour finir sur le sportif 1 600 cc 9 cv fiscaux DOHC à injection multipoint développant 160 ch équipé de la technologie VTEC de Honda avec un ratio remarquable de 100 ch / litre.
Selon les statistiques de l'UTAC relatives au contrôle technique, il resterait, toutes carrosseries confondues, environ 2 000 exemplaires encore en circulation en France en 2023. Cette Honda Civic s'est vendue à 1 031 265 exemplaires aux États-Unis, cependant, les chiffres de ventes restent inconnus en Europe.

## Style et carrosseries
La nouvelle carrosserie de cette Civic dénote particulièrement avec l'ancienne mais garde cependant les grandes lignes. C'est la première Civic à se doter de lignes dites « biodesign » qui arrondissent la voiture, en rupture totale avec les voitures anguleuses des années 1980.
Elle a été dessinée par un designer indépendant japonais du nom de Kohichi Hirata. Le design a été finalisé en mars 1991 comme l'atteste le brevet américain n° D334,357 concernant la version 4 portes. Il dessinera également les autres carrosseries de la gamme : 3 portes hayon et « Coupé » mais le CRX Del Sol, bien qu'ayant la même base technique, sera dessiné par un autre designer.

### Civic 3 portes
La Civic 3 porte est une berline compacte avec une habitabilité correcte, bien que critiquée à l'époque pour ses places arrière manquant de garde au toit.
La particularité de la Civic 3 portes de cette génération est sans doute l'ouverture en deux parties du coffre : d'abord la partie supérieure (la lunette), et ensuite la partie inférieure (la malle). On retrouve cette configuration chez Land Rover sur leur Discovery et chez Citroën sur la C2.

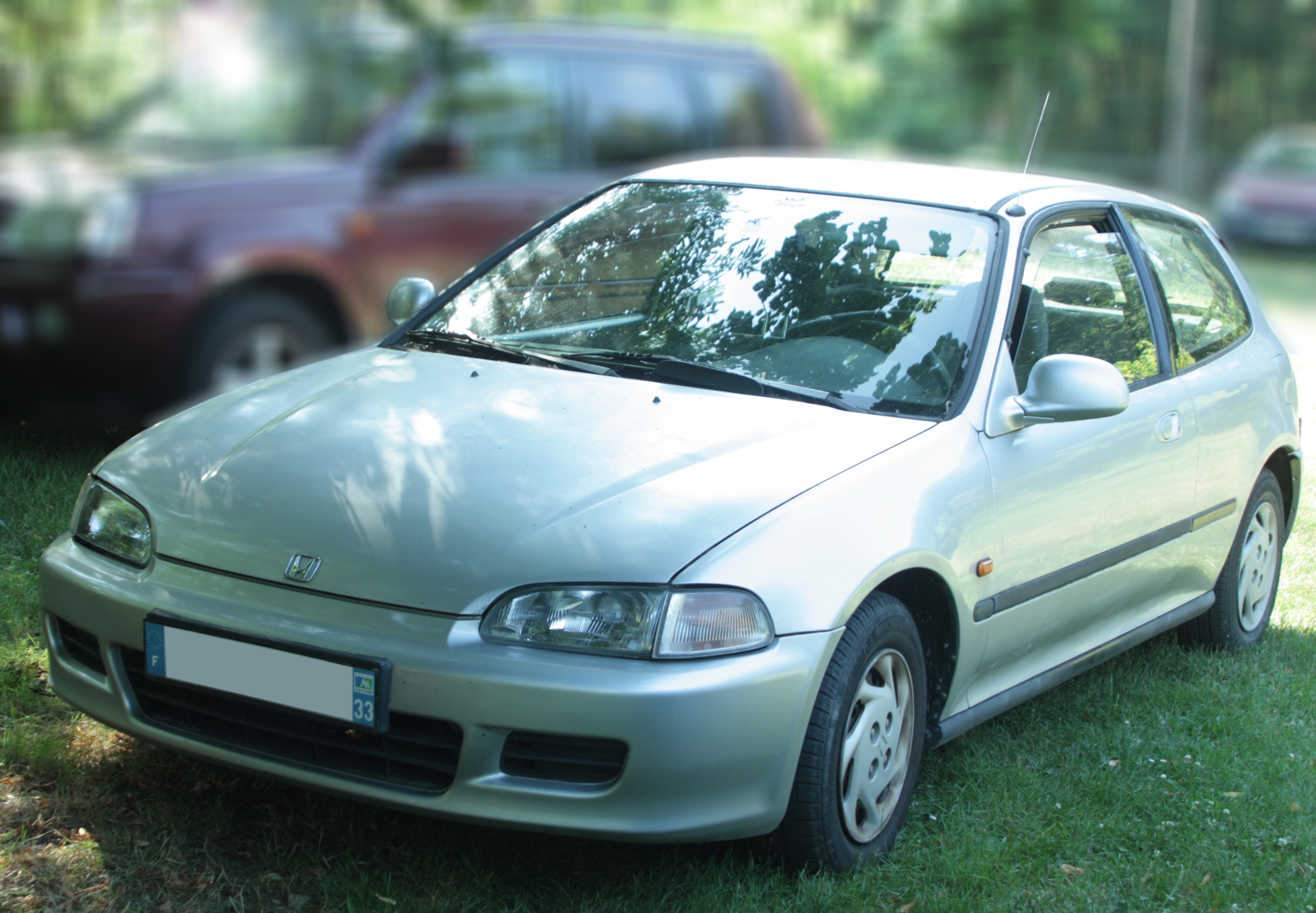
Honda Civic 3 portes. Vue de l'avant.
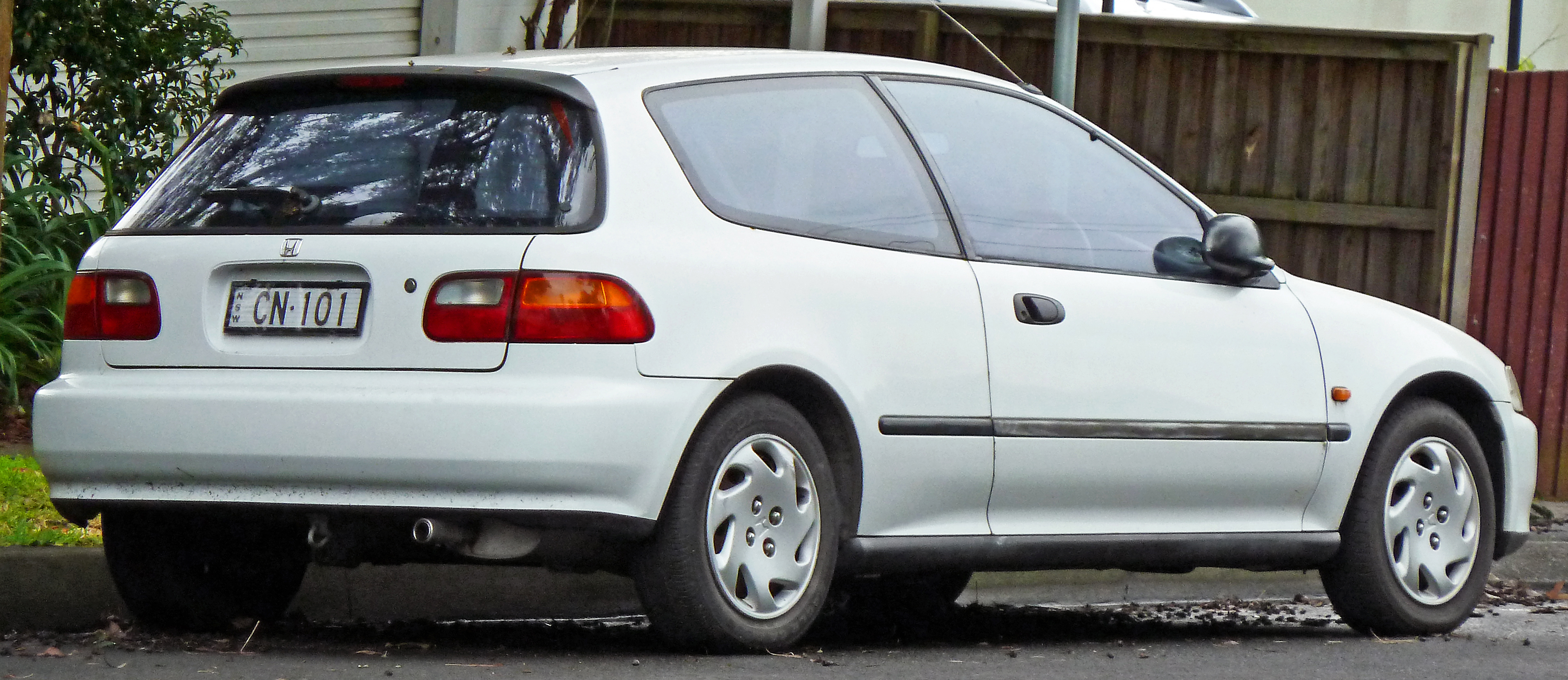
Une Civic en déclinaison trois portes. Vue de l'arrière.
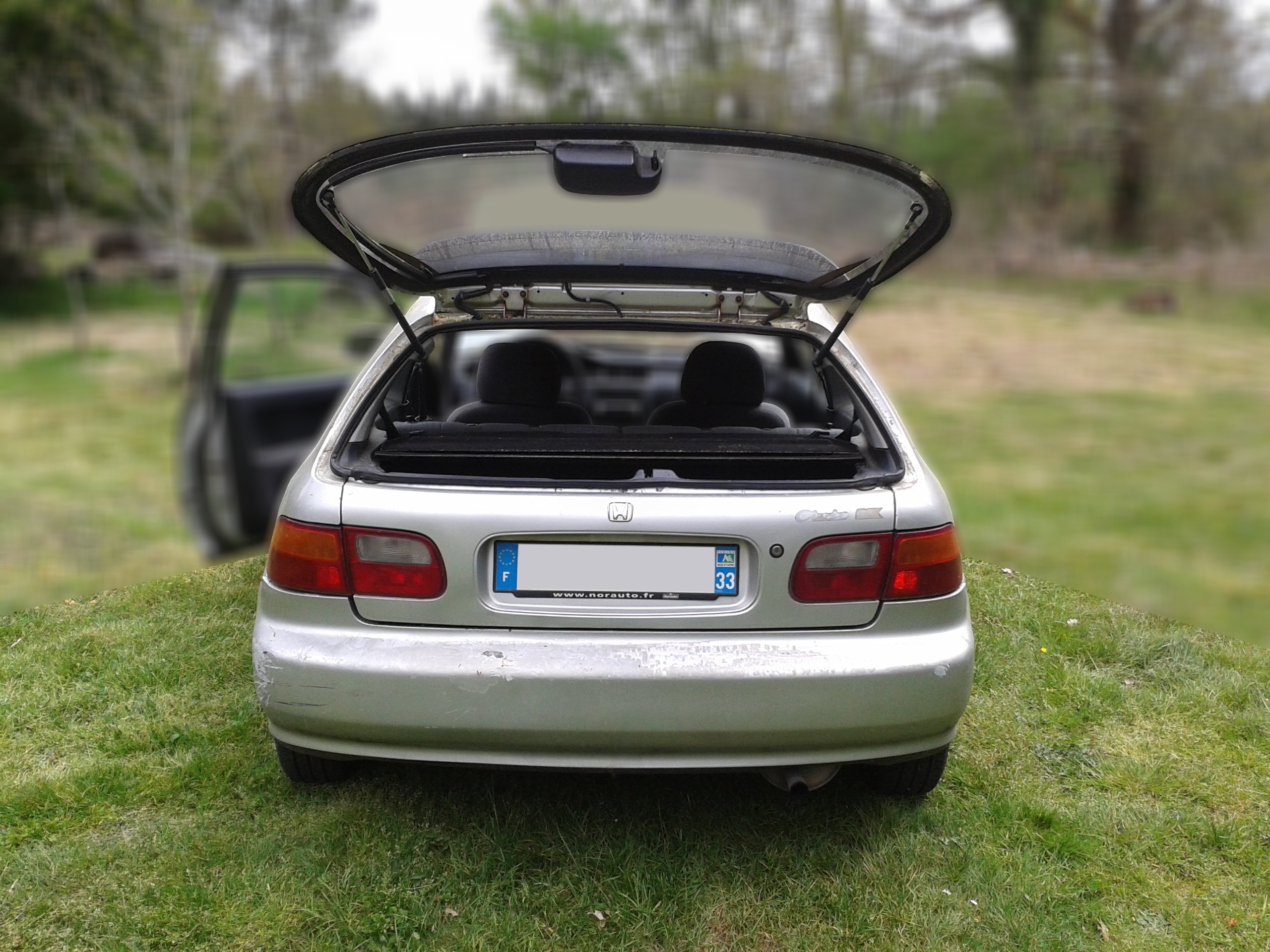
Partie supérieure (lunette) du coffre de la Civic 3P ouverte.
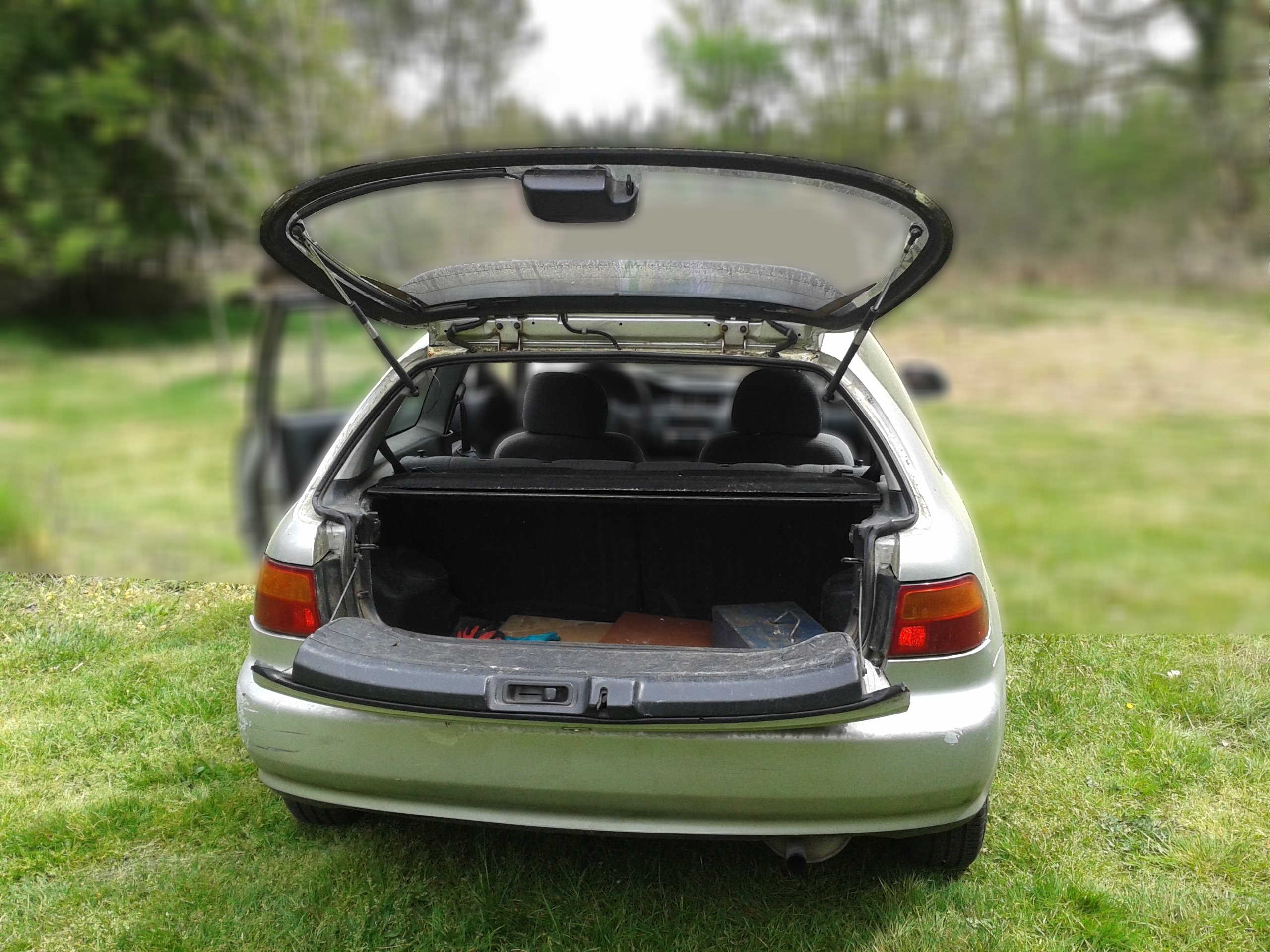
Parties supérieure et inférieure (malle) du coffre de la Civic 3P ouvertes.

### Civic 4 portes
La Civic 4 portes de cette génération est une berline tricorps relativement compacte (4,4 m de long) bien qu'ayant une très bonne habitabilité et un volume de coffre tout à fait acceptable (395 litres). Elle dispose en outre d'un intérieur bien différent de celui sa petite sœur 3 portes car il a été complètement redessiné au niveau des sièges arrière et des garnitures de portes. Cependant, les sièges avant et le tableau de bord sont strictement identiques.
Comme sa sœur Coupé, elle dispose d'une malle arrière s'ouvrant à 110°, ce qui permet un chargement aisé. L'ouverture se fait, comme la 3 portes et le Coupé, soit depuis l'habitacle, soit avec une clé.
Au niveau carrosserie, elle diffère de la Civic 3 portes au niveau de l'arrière, bien-sûr, avec ses deux portes supplémentaires et sa malle de coffre, mais aussi à l'avant où, bien qu'étant très similaire, elle dispose d'un pare-chocs redessiné disposant désormais d'une grille proéminente sans emplacements pour les anti-brouillards, puisqu'ils s'intégreront dans la grille. Néanmoins, bien que d'apparence différente, le pare-chocs de la Civic 3 porte peut s'intégrer parfaitement puisqu'ils sont de formes identiques.
Cette version ne dispose que de quatre motorisations : toutes à injection électroniques (PGM-FI), il n'y a donc, comme pour le Coupé, aucun moteur à carburateur.

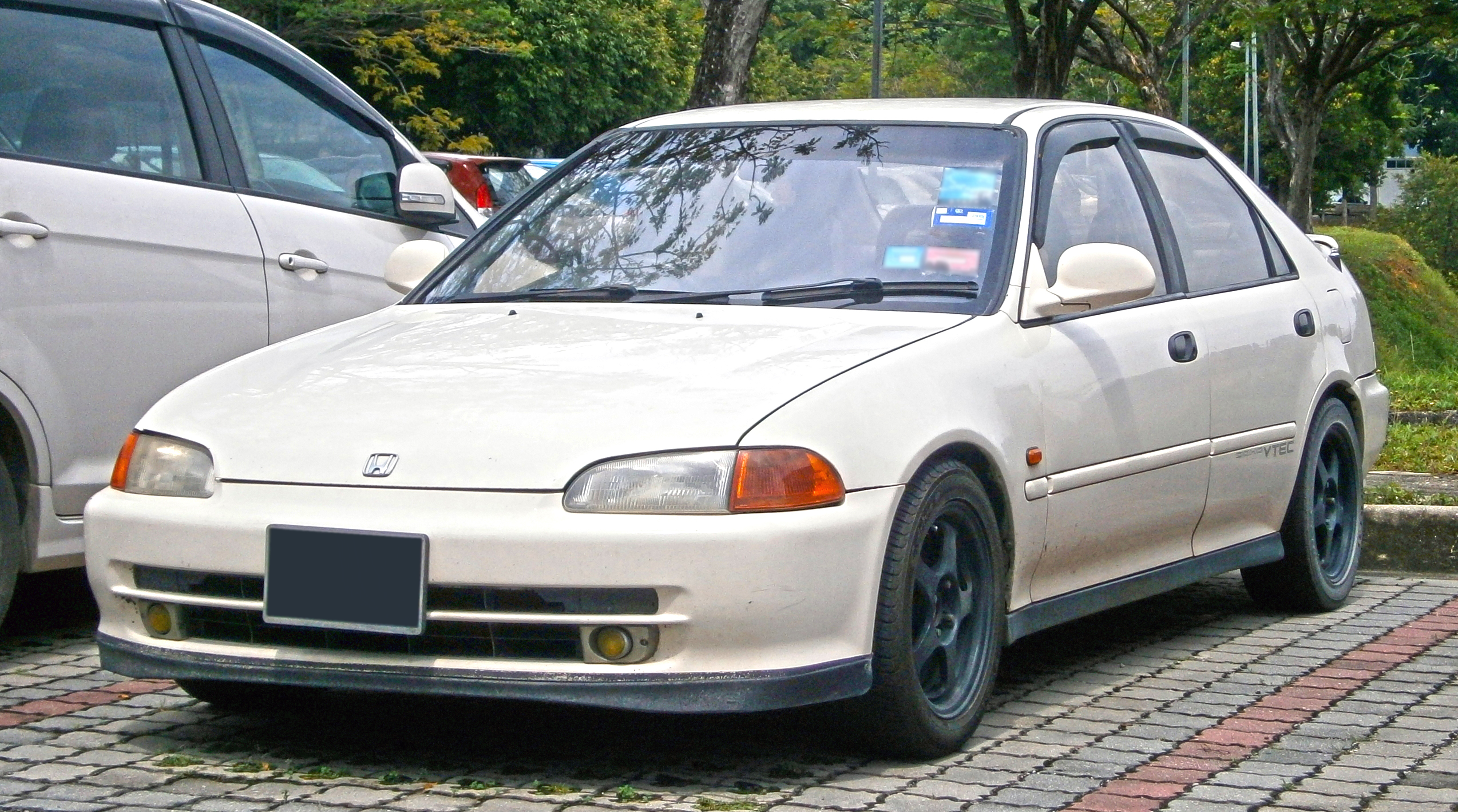
Honda Civic 4 portes. Vue de l'avant.
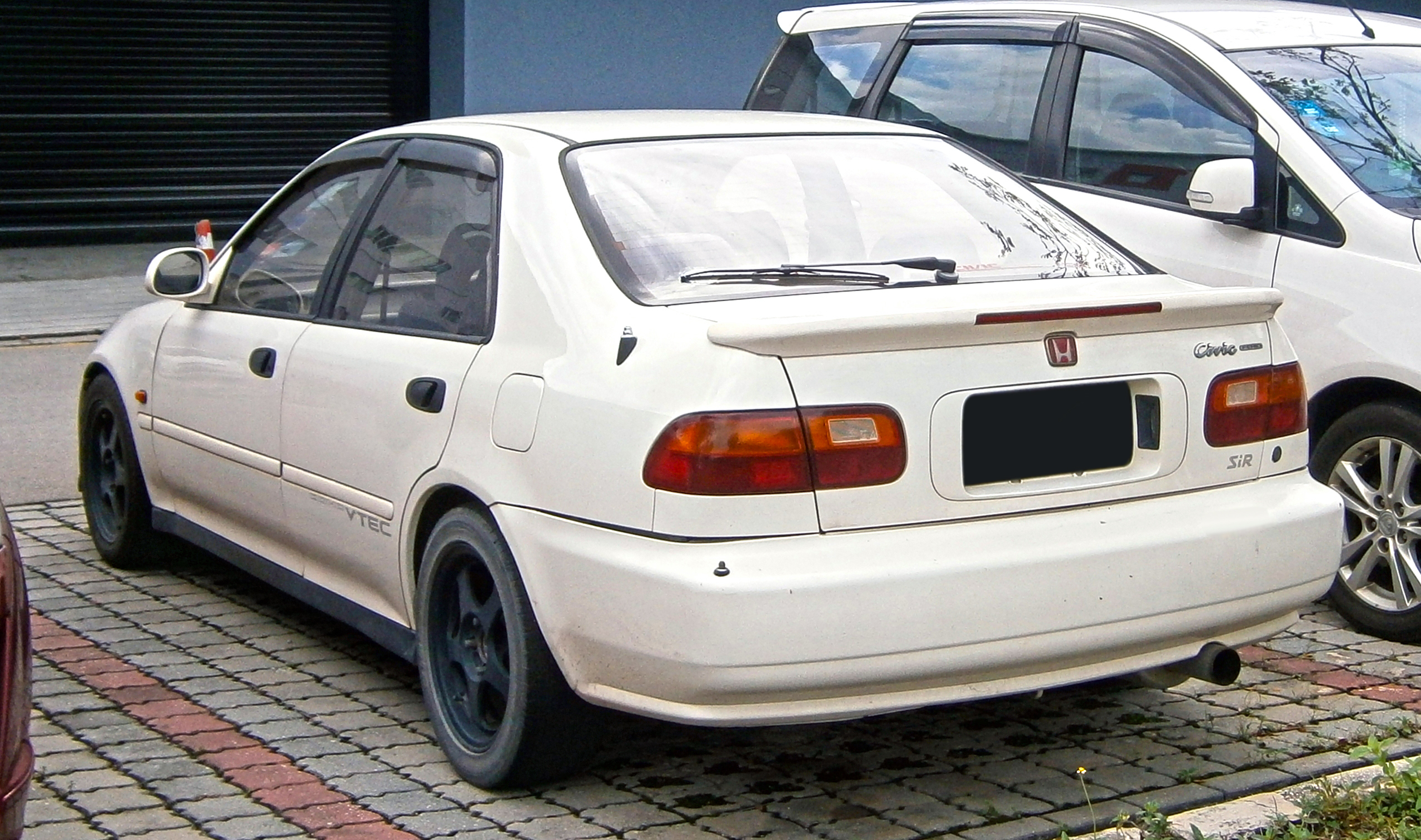
Honda Civic 4 portes. Vue de l'arrière.

### Civic Coupé
Contrairement aux autres déclinaisons de cette génération, la Civic Coupé est la seule qui ne sera jamais équipée des moteurs Honda série B.
Par ailleurs, elle n'était pas disponible au lancement de la gamme (en septembre 1991 au Japon) puisqu'elle ne sera commercialisée qu'à partir de 1994.
Enfin, elle est la seule vendue en Europe à ne pas être fabriquée à Suzuka mais à East Liberty (en).

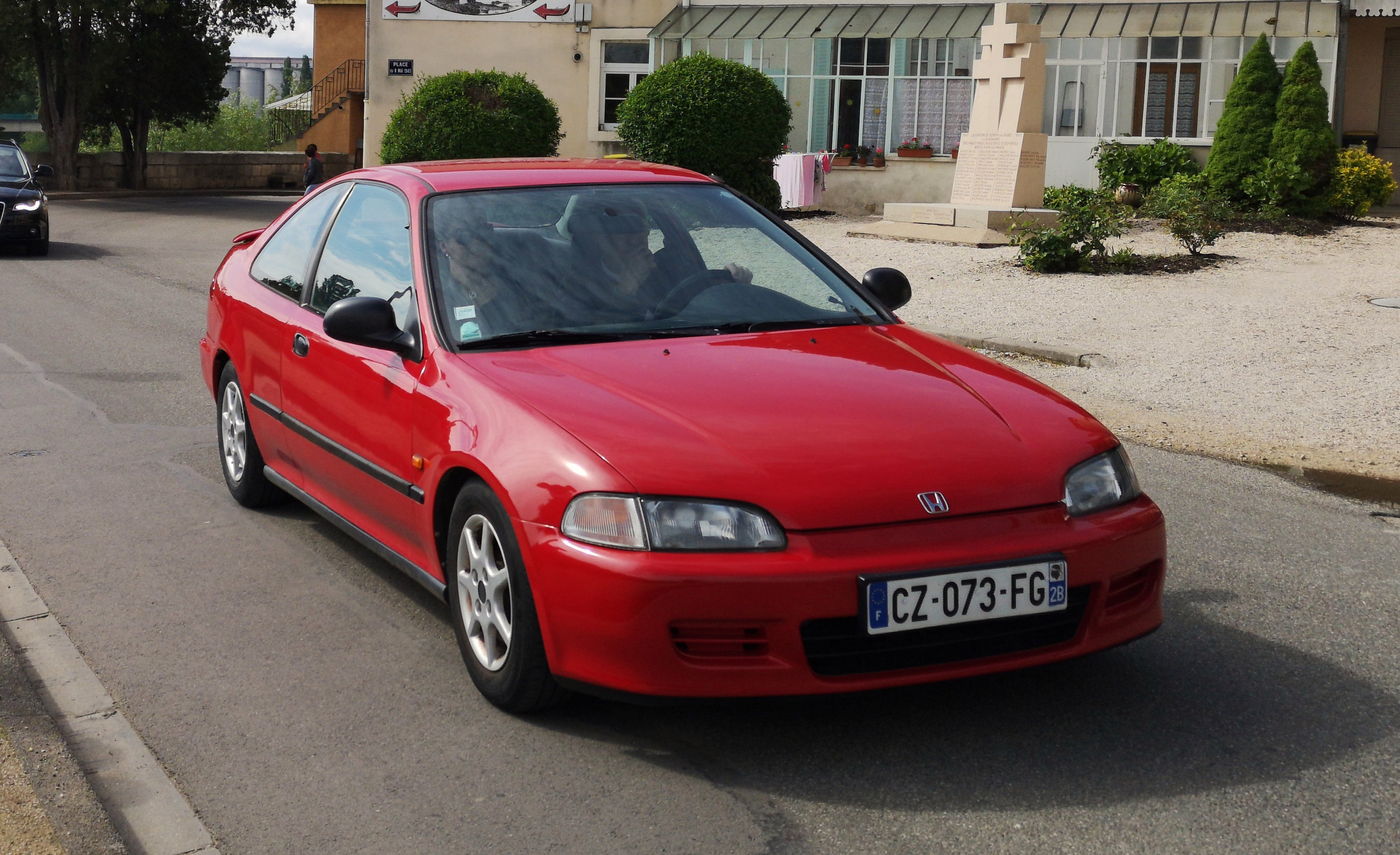
Honda Civic « Coupé ». Vue de l'avant.
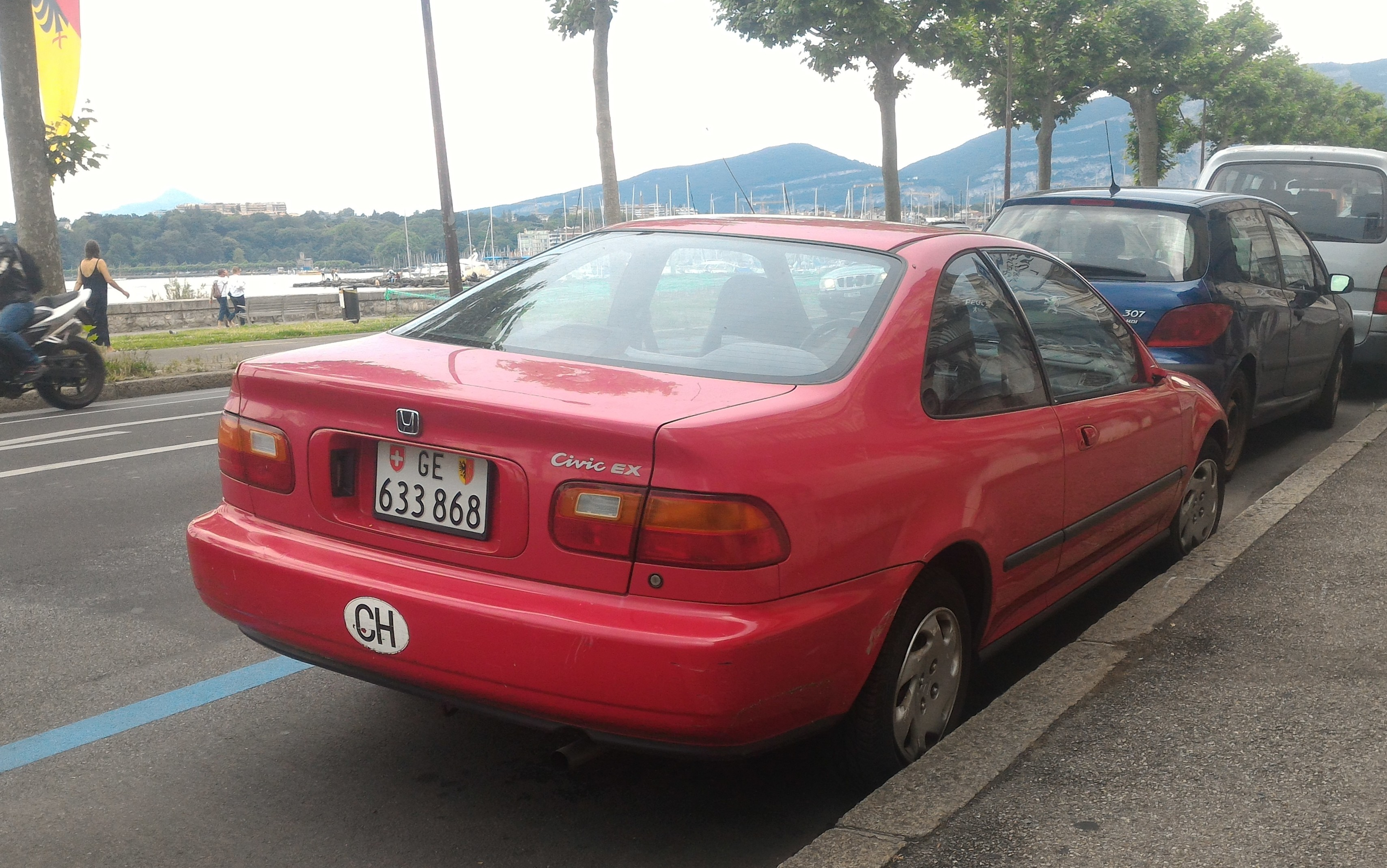
Honda Civic « Coupé ». Vue de l'arrière.

### Codes couleurs disponibles[12]

#### Modèle à hayon 3 portes
| Code Honda | Nom de couleur            | 1992 | 1993 | 1994 | 1995 | Visualisation |
| ---------- | ------------------------- | ---- | ---- | ---- | ---- | ------------- |
| B62P       | Captiva blue pearl        | ○    | ○    | ○    | ○    |               |
| B63P       | Harvard blue pearl        | ○    | ○    | ○    | ○    |               |
| BG28P      | Tahitian green pearl      |      |      | ○    | ○    |               |
| G71P       | Lausanne green pearl      |      |      |      | ○    |               |
| NH503P     | Granada black metallic    |      | ○    | ○    | ○    |               |
| NH526M     | Flint black metallic      | ○    |      |      |      |               |
| NH537M     | Pewter gray metallic      | ○    | ○    |      |      |               |
| NH538      | Frost white               | ○    | ○    | ○    | ○    |               |
| NH550M     | Vogue silver metallic     | ○    | ○    |      |      |               |
| NH575M     | Thunder gray metallic     |      |      | ○    | ○    |               |
| NH583M     | New vogue silver metallic |      |      |      | ○    |               |
| R81        | Milano red                | ○    | ○    | ○    | ○    |               |

#### Modèle 4 portes
| Code Honda | Nom de couleur            | 1992 | 1993 | 1994 | 1995 | Visualisation |
| ---------- | ------------------------- | ---- | ---- | ---- | ---- | ------------- |
| B62P       | Captiva blue pearl        |      |      | ○    |      |               |
| B63P       | Harvard blue pearl        | ○    | ○    | ○    | ○    |               |
| BG31P      | Malachite green pearl     |      |      | ○    | ○    |               |
| NH503P     | Granada black pearl       |      | ○    | ○    | ○    |               |
| NH526M     | Flint black metallic      | ○    | ○    |      |      |               |
| NH537M     | Pewter gray metallic      | ○    | ○    |      |      |               |
| NH538      | Frost white               | ○    | ○    | ○    | ○    |               |
| NH550M     | Vogue silver metallic     |      | ○    | ○    |      |               |
| NH575M     | Thunder gray metallic     |      |      | ○    | ○    |               |
| NH583M     | New vogue silver metallic |      |      |      | ○    |               |
| R72P       | Torino red pearl          | ○    | ○    | ○    | ○    |               |
| R81        | Milano red                | ○    | ○    | ○    | ○    |               |

#### Modèle «Coupé» 2 portes
| Code Honda | Nom de couleur            | 1994 | 1995 | Visualisation |
| ---------- | ------------------------- | ---- | ---- | ------------- |
| B63P       | Harvard blue pearl        | ○    | ○    |               |
| BG29P      | Aztec green pearl         | ○    |      |               |
| BG33P      | Paradise blue green pearl |      | ○    |               |
| NH503P     | Granada black pearl       | ○    | ○    |               |
| NH538      | Frost white               | ○    | ○    |               |
| R81        | Milano red                | ○    | ○    |               |
| R86P       | Camelia red pearl         | ○    | ○    |               |
| RP21M      | Horizon gray metallic     | ○    | ○    |               |

## Motorisation

### Gamme européenne[4]

#### Moteurs
Cette génération de Civic est équipée de moteurs 4 temps à quatre cylindres en ligne Honda de série D et B implantés en position transversale avant. 
La distribution est assurée par simple ou double arbres à cames en tête entraînés par courroie actionnant quatre soupapes par cylindre (deux à l'admission et deux à l'échappement) sur tous les moteurs. La culasse est en alliage d'aluminium léger et le bloc moteur en fonte refroidi par refroidissement liquide sous pression en circuit fermé. La lubrification est assurée par carter humide et pompe à engrenage entraînée par le vilebrequin.
En Europe, cinq moteurs (pour la Civic 3 portes) à vocations différentes viennent créer une large gamme de motorisation: un 1 300 cc, deux 1 500 cc et deux 1 600 cc. 
L'alimentation, à l'essence sans plomb, est assurée pour le moteur 1 300 cc par un carburateur double corps Keihin piloté par calculateur (PGM-CARB) ou par injection électronique indirecte (PGM-FI) pour les moteurs 1 500 cc et 1 600 cc.
Modèle à hayon 3 portes
| Type mine | Modèle | Transmission | Cylindrée | Puissance             | Puissance fiscale* | Code moteur | Poids    | Essence requise                      |
| --------- | ------ | ------------ | --------- | --------------------- | ------------------ | ----------- | -------- | ------------------------------------ |
| EG 332    | 1.3    | Manuel       | 1 343 cm3 | 75 ch à 6 300 tr/min  | 6 cv               | D13B2       | 925 kg   | Sans plomb. R.O.N. 91 ou plus.       |
| EG 333    | EX     | Manuel       | 1 343 cm3 | 75 ch à 6 300 tr/min  | 6 cv               | D13B2       | 925 kg   | Sans plomb. R.O.N. 91 ou plus.       |
| EG 435    | LSi    | Manuel       | 1 493 cm3 | 90 ch à 6 000 tr/min  | 7 cv               | D15B2       | 950 kg   | Sans plomb. R.O.N. 91 ou plus.       |
| EG 445    | LSi    | Automatique  | 1 493 cm3 | 90 ch à 6 000 tr/min  | 8 cv               | D15B2       | 980 kg   | Sans plomb. R.O.N. 91 ou plus.       |
| EG 436    | VEi    | Manuel       | 1 493 cm3 | 90 ch à 5 600 tr/min  | 5 cv               | D15Z1       | 935 kg   | Sans plomb. R.O.N. 91 ou plus.       |
| EG 538    | ESi    | Manuel       | 1 590 cm3 | 125 ch à 6 500 tr/min | 8 cv               | D16Z6       | 985 kg   | Super Sans plomb. R.O.N. 95 ou plus. |
| EG 548    | ESi    | Automatique  | 1 590 cm3 | 125 ch à 6 500 tr/min | 9 cv               | D16Z6       | 1 015 kg | Super Sans plomb. R.O.N. 95 ou plus. |
| EG 639    | VTi    | Manuel       | 1 595 cm3 | 160 ch à 7 600 tr/min | 9 cv               | B16A2       | 1 080 kg | Super Sans plomb. R.O.N. 95 ou plus. |

Modèle 4 portes
| Type mine | Modèle | Transmission | Cylindrée | Puissance             | Puissance fiscale* | Code moteur | Poids    | Essence requise                      |
| --------- | ------ | ------------ | --------- | --------------------- | ------------------ | ----------- | -------- | ------------------------------------ |
| EG 855    | LSi    | Manuel       | 1 493 cm3 | 90 ch à 5 600 tr/min  | 7 cv               | D15B2       | 995 kg   | Sans plomb. R.O.N. 91 ou plus.       |
| EG 865    | LSi    | Automatique  | 1 493 cm3 | 90 ch à 5 600 tr/min  | 8 cv               | D15B2       | 1 025 kg | Sans plomb. R.O.N. 91 ou plus.       |
| EG 856    | VEi    | Manuel       | 1 493 cm3 | 90 ch à 5 600 tr/min  | 5 cv               | D15Z1       | 1 005 kg | Sans plomb. R.O.N. 91 ou plus.       |
| EH 958    | ESi    | Manuel       | 1 590 cm3 | 125 ch à 6 600 tr/min | 8 cv               | D16Z6       | 1 030 kg | Super Sans plomb. R.O.N. 95 ou plus. |
| EH 968    | ESi    | Automatique  | 1 590 cm3 | 125 ch à 6 600 tr/min | 9 cv               | D16Z6       | 1 060 kg | Super Sans plomb. R.O.N. 95 ou plus. |
| EG 959    | VTi    | Manuel       | 1 595 cm3 | 160 ch à 7 600 tr/min | 9 cv               | B16A2       | 1 105 kg | Super Sans plomb. R.O.N. 95 ou plus. |

Modèle « Coupé » 2 portes
| Type mine | Modèle | Transmission | Cylindrée | Puissance             | Puissance fiscale* | Code moteur | Poids    | Essence requise                      |
| --------- | ------ | ------------ | --------- | --------------------- | ------------------ | ----------- | -------- | ------------------------------------ |
| EJ2       | 1.5i   | Manuel       | 1 493 cm3 | 102 ch à 5 900 tr/min | 7 chevaux fiscaux  | D15B7       | 1 015 kg | Sans plomb. R.O.N. 91 ou plus.       |
| EJ2       | LSi    | Manuel       | 1 493 cm3 | 102 ch à 5 900 tr/min | 7 chevaux fiscaux  | D15B7       | 1 015 kg | Sans plomb. R.O.N. 91 ou plus.       |
| EJ2       | LSi    | Automatique  | 1 493 cm3 | 102 ch à 5 900 tr/min | 7 chevaux fiscaux  | D15B7       | 1 045 kg | Sans plomb. R.O.N. 91 ou plus.       |
| EJ1       | ESi    | Manuel       | 1 590 cm3 | 125 ch à 6 600 tr/min | 7 chevaux fiscaux  | D16Z9       | 1 060 kg | Super Sans plomb. R.O.N. 95 ou plus. |

* Puissance fiscale pour la France uniquement.

#### Transmission
Cette génération de Civic propose au choix : 
deux boîtes de vitesses manuelles à cinq rapports avant, synchronisés, et une marche arrière sur tous les moteurs ou ;
une boîte de vitesses automatique à convertisseur de couple à quatre rapports avec embrayage de verrouillage ("lockup") et une marche arrière sur certaines motorisations.
| Type moteur                      | Rapport de boîte                           | Rapport de boîte                    | Démultiplication finale             | Démultiplication finale                            | Code boîte        | Code boîte                             |
| -------------------------------- | ------------------------------------------ | ----------------------------------- | ----------------------------------- | -------------------------------------------------- | ----------------- | -------------------------------------- |
| D13B2 D15B2                      | 1re : 2e : 3e : 4e : 5e : Marche Arrière : | 3,250 1,900 1,250 0,909 0,750 3,153 | Rapport de boîte : Type de pignon : | 4,250 4,437 (D13B2 94-95) Pignon hélicoïdal unique | 1992-93 1994-95   | S20-1000001~ S20-2000001~              |
| D15Z1                            | 1re : 2e : 3e : 4e : 5e : Marche Arrière : | 3,250 1,900 1,250 0,909 0,750 3,153 | Rapport de boîte : Type de pignon : | 3,722 Pignon hélicoïdal unique                     | 1992-93 1994-95   | S20-1000001~ S20-2000001~              |
| D16Z6                            | 1re : 2e : 3e : 4e : 5e : Marche Arrière : | 3,250 1,900 1,250 0,937 0,771 3,153 | Rapport de boîte : Type de pignon : | 4,250 Pignon hélicoïdal unique                     | 1992-93 1994-95   | S20-1000001~ S20-2000001~              |
| B16A2                            | 1re : 2e : 3e : 4e : 5e : Marche Arrière : | 3,230 2,105 1,458 1,107 0,875 3,000 | Rapport de boîte : Type de pignon : | 4,266 Pignon hélicoïdal unique                     | 1992-93 1994 1995 | Y21-1000001~ Y21-2000001~ S21-3000001~ |
| Réduction primaire : Directe 1:1 |                                            |                                     |                                     |                                                    |                   |                                        |

| Type moteur                      | Rapport de boîte                      | Rapport de boîte              | Démultiplication finale             | Démultiplication finale        | Code boîte             | Code boîte                                              |
| -------------------------------- | ------------------------------------- | ----------------------------- | ----------------------------------- | ------------------------------ | ---------------------- | ------------------------------------------------------- |
| D15B2 D16Z6                      | 1re : 2e : 3e : 4e : Marche Arrière : | 2,600 1,393 0,975 0,772 1,954 | Rapport de boîte : Type de pignon : | 4,333 Pignon hélicoïdal unique | 1992 1993 1994 1994-95 | M24A-1000001~ M24A-2000001~ M24A-3000001~ S24A-4000001~ |
| Réduction primaire : Directe 1:1 |                                       |                               |                                     |                                |                        |                                                         |

### Gamme japonaise

#### Moteurs
La gamme japonaise est beaucoup plus diversifiée, avec plus de motorisations et d'options disponibles, et de manière générale, plus de puissance. Cette gamme comporte également des options inédites et utilisant les dernières technologies de l'époque. On retrouve par exemple les rétroviseurs rabattable et dégivrants, ou encore le « traction control » (ou TCS), un GPS, la climatisation automatique ainsi que des systèmes audios à la pointe de la technologie. La communication publicitaire est aussi très différente par rapport à l'Europe ou à l'Amérique : la Civic est une voiture pour les jeunes couple, là où aux États-Unis elle est destinée aux familles. La boîte automatique est disponible également sur la plupart des modèles, même les moins puissants. 
Modèle à hayon 3 portes
| Type mine | Modèle | Transmission          | Cylindrée | Puissance             | Code moteur | Poids (boite automatique) | Carburant |
| --------- | ------ | --------------------- | --------- | --------------------- | ----------- | ------------------------- | --------- |
| EG3       | EL     | Manuel ou automatique | 1 343 cm3 | 85 ch à 6 300 tr/min  | D13B        | 920 kg (940 kg)           | Essence   |
| EG4       | MX     | Manuel ou automatique | 1 493 cm3 | 100 ch à 6 300 tr/min | D15B        | 950 kg (970 kg)           | Essence   |
| EG4       | ETi    | Manuel ou automatique | 1 493 cm3 | 94 ch à 5 500 tr/min  | D15B        | 930 kg                    | Essence   |
| EG4       | VTi    | Manuel ou automatique | 1 493 cm3 | 130 ch à 6 800 tr/min | D15B        | 990 kg (1 010 kg)         | Essence   |
| EG6       | SiR    | Manuel ou automatique | 1 595 cm3 | 170 ch à 7 800 tr/min | B16A        | 1 040 kg                  | Essence   |
| EG6       | SiR-II | Manuel ou automatique | 1 595 cm3 | 170 ch à 7 800 tr/min | B16A        | 1 050 kg (1 090 kg)       | Essence   |

Modèle "Ferio" 4 portes
| Type mine | Modèle | Transmission          | Cylindrée | Puissance             | Code moteur | Poids (boite automatique) | Carburant |
| --------- | ------ | --------------------- | --------- | --------------------- | ----------- | ------------------------- | --------- |
| EG7       | EL     | Manuel ou automatique | 1 343 cm3 | 85 ch à 6 300 tr/min  | D13B        | 960 kg (980 kg)           | Essence   |
| EG8       | MX     | Manuel ou automatique | 1 493 cm3 | 100 ch à 6 300 tr/min | D15B        | 990 kg (1 010 kg)         | Essence   |
| EG8       | ETi    | Manuel ou automatique | 1 493 cm3 | 94 ch à 5 500 tr/min  | D15B        | 970 kg                    | Essence   |
| EG8       | VTi    | Manuel ou automatique | 1 493 cm3 | 130 ch à 6 800 tr/min | D15B        | 1 040 kg (1 060 kg)       | Essence   |
| EG9       | SiR    | Manuel ou automatique | 1 595 cm3 | 170 ch à 7 800 tr/min | B16A        | 1 090 kg (1 130 kg)       | Essence   |
| EH1       | RTX    | Manuel ou automatique | 1 590 cm3 | 105 ch à 6 300 tr/min | ZC          | 1 120 kg (1 160 kg)       | Essence   |
| EH1       | RTSi   | Manuel ou automatique | 1 590 cm3 | 130 ch à 6 300 tr/min | ZC          | 1 130 kg (1 170 kg)       | Essence   |

Modèle « Coupé » 2 portes
| Type mine | Modèle | Transmission          | Cylindrée | Puissance             | Code moteur | Poids (boite automatique) | Carburant |
| --------- | ------ | --------------------- | --------- | --------------------- | ----------- | ------------------------- | --------- |
| EJ1       | Coupe  | Manuel ou automatique | 1 590 cm3 | 130 ch à 6 600 tr/min | D16A        | (1 060 kg)                | Essence   |

### Gamme américaine

#### Moteurs
La gamme américaine est moins diversifiée et de manière générale moins puissante que la gamme japonaise ou européenne.
L'équipement est différent et des options sont exclusives à cette gamme comme le régulateur. Des équipements de série sont souvent en options et rares sur d'autres marchés comme le porte-gobelet et l'accoudoir.
Quatre moteurs seulement viennent étayer la gamme. Tous pourvus d'injection électronique et catalysés, cependant, ils ne sont pas tous multisoupapes.
Toutes les Civic vendues en Amérique du Nord étaient fabriquées sur place, contrairement au marché européen, soit aux États-Unis à East Liberty (en) dans l'Ohio soit au Canada à Alliston en Ontario.
Modèle à hayon 3 portes
| Type mine | Modèle | Transmission                                | Cylindrée | Puissance             | Code moteur | Poids (boite automatique) | Carburant |
| --------- | ------ | ------------------------------------------- | --------- | --------------------- | ----------- | ------------------------- | --------- |
| EH2       | CX     | Manuel: S20 A000 Automatique (Canada): S24A | 1 493 cm3 | 70 ch à 4 500 tr/min  | D15B8       |                           | Essence   |
| EH2       | VX     | Manuel: S20 A000                            | 1 493 cm3 | 91 ch à 5 600 tr/min  | D15Z1       |                           | Essence   |
| EH2       | DX     | Manuel: S20 A000 Automatique: S24A          | 1 493 cm3 | 103 ch à 5 900 tr/min | D15B7       |                           | Essence   |
| EH3       | Si     | Manuel: S20 B000                            | 1 590 cm3 | 125 ch à 6 600 tr/min | D16Z6       |                           | Essence   |

Modèle quatre portes
| Type mine | Modèle                 | Transmission                       | Cylindrée | Puissance             | Code moteur | Poids (boite automatique) | Carburant |
| --------- | ---------------------- | ---------------------------------- | --------- | --------------------- | ----------- | ------------------------- | --------- |
| EG8       | DX (USA) LX (Canada)   | Manuel: S20 A000 Automatique: S24A | 1 493 cm3 | 103 ch à 5 900 tr/min | D15B7       |                           | Essence   |
| EG8       | LX (USA) EX (Canada)   | Manuel: S20 A000 Automatique: S24A | 1 493 cm3 | 103 ch à 5 900 tr/min | D15B7       |                           | Essence   |
| EH9       | EX (USA) EX-V (Canada) | Manuel: S20 B000 Automatique: S24A | 1 590 cm3 | 125 ch à 6 600 tr/min | D16Z6       |                           | Essence   |

Modèle « Coupé » 2 portes
| Type mine | Modèle               | Transmission                       | Cylindrée | Puissance             | Code moteur | Poids (boite automatique) | Carburant |
| --------- | -------------------- | ---------------------------------- | --------- | --------------------- | ----------- | ------------------------- | --------- |
| EJ2       | DX                   | Manuel: S20 A000 Automatique: S24A | 1 493 cm3 | 103 ch à 5 900 tr/min | D15B7       |                           | Essence   |
| EJ1       | EX (USA) Si (Canada) | Manuel: S20 B000 Automatique: S24A | 1 590 cm3 | 125 ch à 6 600 tr/min | D16Z6       |                           | Essence   |

## Dimensions
| Modèle hayon 2 portes | dimensions (en mm) |
| --------------------- | ------------------ |
| Longueur              | 4 080              |
| Largeur               | 1 685              |
| Hauteur               | 1 345              |
| Empattement           | 2 570              |
| Voie avant            | 1 475              |
| Voie arrière          | 1 465              |
| Garde au sol          | 150                |

| Modèle quatre portes | dimensions (en mm) |
| -------------------- | ------------------ |
| Longueur             | 4 405              |
| Largeur              | 1 695              |
| Hauteur              | 1 375              |
| Empattement          | 2 620              |
| Voie avant           | 1 475              |
| Voie arrière         | 1 465              |
| Garde au sol         | 150 / 160 (VEi)    |

| Modèle « Coupé » 2 portes | dimensions (en mm) |
| ------------------------- | ------------------ |
| Longueur                  | 4 400              |
| Largeur                   | 1 695              |
| Hauteur                   | 1 345              |
| Empattement               | 2 620              |
| Voie avant                | 1 475              |
| Voie arrière              | 1 465              |
| Garde au sol              | 150                |

## Gamme et équipement disponible

### Gamme européenne

#### Civic Deauville[17]
Pour l'été 1995, Honda France commercialisa les Civic Deauville. Disponibles pour la Civic 3 portes, Coupé, et 4 portes (en version MB), elles se voulaient rafraichissantes et sécuritaires. En effet, en plus de proposer la climatisation ainsi qu'un double airbag de série, un stage de conduite de sécurité était proposé pendant l'offre limitée et était également disponible séparément dans les concessions Honda.
Uniquement disponibles en France, ces Civic étaient basées sur la EX (EG3) pour la version 3 portes, sur la LSi pour la version Coupé, et sur la 1.5 VTEC-E pour la version 4 portes (type MB).

#### Modèle à hayon 3 portes[18]
La gamme 3 portes, est composée de 7 versions, pour 5 motorisations différentes :
- CIVIC 1.3 - 75ch DIN - URBAINE, ÉQUIPEMENT FONCTIONNEL
- CIVIC 1.3 "DREAM" - 75ch DIN - URBAINE, ÉQUIPEMENT "JEUNE"
- CIVIC 1.3 EX - 75ch DIN - URBAINE, ÉQUIPEMENT LUXE
- CIVIC 1.5 LSi - 90ch DIN - ROUTIÈRE DYNAMIQUE, ÉQUIPEMENT LUXE
- CIVIC 1.5 VEi - 90ch DIN - ROUTIÈRE ÉCONOMIQUE, ÉQUIPEMENT LUXE
- CIVIC 1.6 ESi - 125ch DIN - SPORTIVE, ÉQUIPEMENT LUXE
- CIVIC 1.6 VTi - 160ch DIN - SPORTIVE, ÉQUIPEMENT PRESTIGE

##### Civic Dream[20]

Logo de la Civic Dream.

Commercialisée à partir de 1993 et uniquement pour le marché français, la Civic Dream se voulait « économique, et d'une fiabilité exemplaire ». Techniquement basée sur la 1.3 (EG332), et axée « raffinée et confortable », elle reste néanmoins dans le bas de la gamme. Seuls luxes: vitres électriques à impulsion manuelle ainsi que la fermeture centralisée. Au niveau de la ligne, elle se différencie de la 1.3 par l'ajout d'un bandeau autocollant "Dream" comblant les emplacements de baguette de porte vides, d'une cannelure d'échappement chromé « à large section », ainsi que d'enjoliveurs de roues de série.

##### Civic EX[19]
La version EX, type EG333, est une nouveauté de l'année 1993 pour le réseau français. Elle se veut une urbaine avec un prix et un équipement sans équivalence sur le marché. En effet, elle s'attaque bien au marché français, et a été conçue pour. 

Elle dispose de tous les agréments de l'époque sur ce segment, y compris la climatisation en option, ainsi que des pneumatiques en 175 70 R13 82 H. À ce titre, elle doit disposer d'une nouvelle homologation.
« LA NOUVELLE HONDA CIVIC EX 3 PORTES BOULEVERSE LA HIÉRARCHIE DES URBAINES; Grâce à son moteur 1300 cc, ÉCONOMIQUE avec ses 6 CV fiscaux et sa faible consommation, mais pas ENNUYEUSE en raison de la présence sous le capot d'un moteur 16 soupapes catalysé de 75 ch. (0 à 100 km/h en 11"3 s seulement). »
« [...] quel autre modèle sur le marché français, offre pour moins de 90 000 F :
- Direction assistée,
- Volant réglable,
- toit ouvrant électrique coulissant et escamotable(1),
- Vitres tintées et électriques (avec commande à impulsion côté conducteur)
- Fermeture centralisée
- Autoradio K7 stéréo avec code antivol
- Banquette AR rabattable en 2 parties
- Essuie glace de lunette AR
- Peinture métallisée
- Roues larges 175X13
- Une garantie 2 ans »

(1) Disparu en dernière année de commercialisation (1995)
Voici une liste des équipements disponibles en date de février 1994 pour la Civic 3 portes et 4 portes et de juin 1994 pour la Civic Coupé. Ces spécifications sont susceptibles d'être différentes en fonction des années de production, de la concession de vente, et du pays de vente. Ces informations s’appliquent pour la France uniquement.  
À partir de 1994, la fin de production de cette génération approchant, et afin d'écouler au maximum les stocks, Honda équipa de série certains équipements qui étaient auparavant en option, en particulier sur la Civic 1.3, EX et DREAM (EG).
| Équipements                                                  | 1.3   | EX    | VEi   | LSi   | ESi   | VTi          |
| Confort et fonctionnalité                                    |       |       |       |       |       |              |
| ------------------------------------------------------------ | ----- | ----- | ----- | ----- | ----- | ------------ |
| Air conditionné                                              | O     | O     | O     | O     | O     | O            |
| Antenne retractable                                          | ■     | ■     | ■     | ■     | ■     | ■            |
| Appuis-têtes avant réglables                                 | ■     | ■     | ■     | ■     | ■     | —            |
| Appuis-têtes arrière                                         | —     | —     | —     | —     | —     | —            |
| Banquette arrière 3 places                                   | ■     | ■     | ■     | ■     | ■     | 2 places     |
| Banquette arrière rabattable                                 | 50/50 | 50/50 | 50/50 | 50/50 | 50/50 | 50/50        |
| Boîte à monnaie                                              | ■     | ■     | ■     | ■     | ■     | ■            |
| Cendrier arrière                                             | ■     | ■     | ■     | ■     | ■     | ■            |
| Cendrier avant éclairé avec allume-cigare                    | ■     | ■     | ■     | ■     | ■     | ■            |
| Coffre à ouverture depuis l'habitacle                        | ■     | ■     | ■     | ■     | ■     | ■            |
| Combiné chauffage/ventilation 4 vitesses + recyclage         | ■     | ■     | ■     | ■     | ■     | ■            |
| Éclairage du coffre                                          | —     | ■     | —     | ■     | ■     | —            |
| Haut-parleurs avant x2                                       | ■     | ■     | ■     | ■     | ■     | ■            |
| Montre à affichage digital                                   | ■     | ■     | ■     | ■     | ■     | ■            |
| Pare-soleil avec miroir de courtoisie conducteur et passager | ■     | ■     | ■     | ■     | ■     | ■            |
| Plafonnier central                                           | ■     | ■     | ■     | ■     | ■     | ■            |
| Radio K7 stéréo haut de gamme avec façade amovible           | —     | —     | —     | —     | ■     | —            |
| Radio K7 stéréo avec code anti-vol                           | ■     | ■     | ■     | ■     | —     | ■            |
| Sellerie cuir                                                | O     | O     | O     | O     | O     | O            |
| Siège avant type sport                                       | —     | —     | —     | —     | —     | ■            |
| Siège conducteur basculant                                   | ■     | ■     | ■     | ■     | ■     | ■            |
| Siège passager basculant et coulissant                       | ■     | ■     | ■     | ■     | ■     | —            |
| Toit ouvrant électrique double fonctionnalité en acier       | —     | ■     | —     | ■     | ■     | ■            |
| Trappe à essence à ouverture depuis l'habitacle              | ■     | ■     | ■     | ■     | ■     | ■            |
| Verrouillage centralisé                                      | —     | ■     | ■     | ■     | ■     | ■            |
| Vide-poches arrière                                          | —     | —     | —     | —     | —     | ■            |
| Vide-poches dans les portières                               | —     | ■     | ■     | ■     | ■     | ■            |
| Ligne                                                        |       |       |       |       |       |              |
| Baguette latérale de protection noires                       | —     | ■     | ■     | ■     | ■     | ■            |
| Becquet de toit/peint ton carrosserie                        | ■ / — | ■ / ■ | ■ / — | ■ / ■ | ■ / ■ | ■ / ■        |
| Boucliers peints ton carrosserie                             | ■     | ■     | ■     | ■     | ■     | ■            |
| Enjoliveurs de roues                                         | O     | ■     | ■     | ■     | —     | —            |
| Jantes en alliage                                            | O     | O     | O     | O     | ■     | ■            |
| Sortie d'échappement chromées                                | —     | —     | —     | ■     | ■     | ■            |
| Spoiler avant                                                | —     | —     | ■     | —     | —     | ■            |
| Visibilité                                                   |       |       |       |       |       |              |
| Antibrouillard arrière                                       | ■     | ■     | ■     | ■     | ■     | ■            |
| Antibrouillard avant                                         | O     | O     | O     | O     | O     | O            |
| Essuie-glace arrière                                         | ■     | ■     | ■     | ■     | ■     | ■            |
| Essuie-glace avant à 2 vitesse + intermittence               | ■     | ■     | ■     | ■     | ■     | ■            |
| Pare-brise en verre feuilleté                                | ■     | ■     | ■     | ■     | ■     | ■            |
| Répétiteurs latéraux de clignotants                          | ■     | ■     | ■     | ■     | ■     | ■            |
| Rétroviseurs réglables électriquement                        | —     | ■(1)  | —     | ■     | ■     | ■            |
| Vitres avant électriques/commandes à impulsion conducteur    | —     | ■ / ■ | O / — | ■ / ■ | ■ / ■ | ■ / ■        |
| Vitres teintées                                              | ■     | ■     | ■     | ■     | ■     | ■            |
| Conduite et sécurité                                         |       |       |       |       |       |              |
| Antiblocage de roues 'ABS' HONDA                             | —     | —     | —     | —     | ■auto | ■            |
| Barres de renfort dans les portes                            | ■     | ■     | ■     | ■     | ■     | ■            |
| Ceintures de sécurité arrière 2 x 3 et 1 x 2 points          | ■     | ■     | ■     | ■     | ■     | 2 x 3 points |
| Ceintures de sécurité avant 3 points                         | ■     | ■     | ■     | ■     | ■     | ■            |
| Compte-tours                                                 | —     | ■     | ■     | ■     | ■     | ■            |
| Direction assistée                                           | O(1)  | ■     | ■     | ■     | ■     | ■            |
| Repose-pieds conducteur                                      | —     | —     | —     | —     | ■     | ■            |
| Témoin de sélection de rapport (boîte automatique)           | —     | —     | —     | ■     | ■     | —            |
| Témoin sonore d'oubli d'extinction des feux                  | ■     | ■     | ■     | ■     | ■     | ■            |
| Volant - 3 branches                                          | ■     | ■     | ■     | ■     | ■     | ■            |
| Volant - 4 branches AIRBAG SRS                               | —     | —     | O     | —     | —     | —            |
| Volant - hauteur réglable                                    | —     | ■     | ■     | ■     | ■     | ■            |
| Équipements                                                  | 1.3   | EX    | VEi   | LSi   | ESi   | VTi          |

Légende :
■ -Équipement de série
O -Option ou accessoire
(1) -Introduction courant Millésime

#### Modèle 4 portes[22]
| Équipements                                                  | VEi   | LSi   | ESi   | VTi          |
| Confort et fonctionnalité                                    |       |       |       |              |
| ------------------------------------------------------------ | ----- | ----- | ----- | ------------ |
| Accoudoirs centraux avant et arrière                         | —     | —     | —     | ■            |
| Air conditionné                                              | O     | O     | O     | O            |
| Antenne retractable                                          | ■     | ■     | ■     | ■            |
| Appuis-têtes avant réglables                                 | ■     | ■     | ■     | ■            |
| Appuis-têtes arrière                                         | ■     | ■     | ■     | ■            |
| Banquette arrière 3 places                                   | ■     | ■     | ■     | 2 places     |
| Banquette arrière rabattable                                 | 40/60 | 40/60 | 40/60 | 40/60        |
| Boîte à monnaie                                              | ■     | ■     | ■     | ■            |
| Cendrier arrière                                             | ■     | ■     | ■     | ■            |
| Cendrier avant éclairé avec allume-cigare                    | ■     | ■     | ■     | ■            |
| Coffre à ouverture depuis l'habitacle                        | ■     | ■     | ■     | ■            |
| Combiné chauffage/ventilation 4 vitesses + recyclage         | ■     | ■     | ■     | ■            |
| Éclairage du coffre                                          | —     | ■     | ■     | ■            |
| Haut-parleurs avant x2                                       | ■     | ■     | ■     | ■            |
| Montre à affichage digital                                   | ■     | ■     | ■     | ■            |
| Pare-soleil avec miroir de courtoisie conducteur et passager | ■ / ■ | ■ / ■ | ■ / — | ■ / —        |
| Plafonnier central                                           | ■     | ■     | ■     | ■            |
| Radio K7 stéréo avec code anti-vol                           | ■     | ■     | ■     | ■            |
| Sellerie cuir                                                | O     | O     | O     | O            |
| Siège avant type sport                                       | —     | —     | —     | ■            |
| Toit ouvrant électrique double fonctionnalité en verre       | —     | ■     | O     | ■            |
| Trappe à essence à ouverture depuis l'habitacle              | ■     | ■     | ■     | ■            |
| Verrouillage centralisé                                      | ■     | ■     | ■     | ■            |
| Vide-poches arrière central                                  | —     | —     | —     | ■            |
| Vide-poches dans les portières                               | ■     | ■     | ■     | ■            |
| Ligne                                                        |       |       |       |              |
| Baguette latérale de protection noires                       | ■     | ■     | ■     | ■            |
| Boucliers peints ton carrosserie                             | ■     | ■     | ■     | ■            |
| Enjoliveurs de roues                                         | ■     | ■     | ■     | —            |
| Jantes en alliage                                            | O     | O     | O     | ■            |
| Sortie d'échappement chromées                                | —     | ■     | ■     | ■            |
| Spoiler avant                                                | ■     | —     | —     | ■            |
| Visibilité                                                   |       |       |       |              |
| Antibrouillard arrière                                       | ■     | ■     | ■     | ■            |
| Antibrouillard avant                                         | O     | O     | O     | O            |
| Essuie-glace avant à 2 vitesse + intermittence               | ■     | ■     | ■     | ■            |
| Pare-brise en verre feuilleté                                | ■     | ■     | ■     | ■            |
| Répétiteurs latéraux de clignotants                          | ■     | ■     | ■     | ■            |
| Rétroviseurs réglables électriquement                        | —     | ■     | ■     | ■            |
| Vitres avant électriques/commandes à impulsion conducteur    | O / — | ■ / ■ | ■ / ■ | ■ / ■        |
| Vitres arrière électriques                                   | —     | ■     | ■     | ■            |
| Vitres teintées                                              | ■     | ■     | ■     | ■            |
| Conduite et sécurité                                         |       |       |       |              |
| Antiblocage de roues 'ABS' HONDA                             | —     | —     | —     | ■            |
| Barres de renfort dans les portes                            | ■     | ■     | ■     | ■            |
| Ceintures de sécurité arrière 2 x 3 et 1 x 2 points          | ■     | ■     | ■     | 2 x 3 points |
| Ceintures de sécurité avant 3 points/réglable en hauteur     | ■ / ■ | ■ / ■ | ■ / ■ | ■ / ■        |
| Compte-tours                                                 | ■     | ■     | ■     | ■            |
| Direction assistée                                           | ■     | ■     | ■     | ■            |
| Repose-pieds conducteur                                      | —     | —     | ■     | ■            |
| Système de sécurité enfant sur les portières arrière         | ■     | ■     | ■     | ■            |
| Témoin de sélection de rapport (boîte automatique)           | —     | ■     | ■     | —            |
| Témoin sonore d'oubli d'extinction des feux                  | ■     | ■     | ■     | ■            |
| Volant - 3 branches                                          | ■     | ■     | ■     | ■cuir        |
| Volant - 4 branches AIRBAG SRS                               | O     | —     | —     | —            |
| Volant - hauteur réglable                                    | ■     | ■     | ■     | ■            |
| Équipements                                                  | VEi   | LSi   | ESi   | VTi          |

Légende :
■ -Équipement de série
O -Option ou accessoire

#### Modèle «Coupé» 2 portes[10]
| Équipements                                                  | 1.5i  | LSi   | ESi   |
| Confort et fonctionnalité                                    |       |       |       |
| ------------------------------------------------------------ | ----- | ----- | ----- |
| Antenne rétractable                                          | ■     | ■     | ■     |
| Appuis-têtes avant réglables/arrière                         | ■ / ■ | ■ / ■ | ■ / ■ |
| Banquette arrière 3 places rabattable                        | ■     | ■     | ■     |
| Boîte à monnaie                                              | ■     | ■     | ■     |
| Combiné chauffage/ventilation 4 vitesses + recyclage         | ■     | ■     | ■     |
| Éclairage du coffre                                          | ■     | ■     | ■     |
| Haut-parleurs x2 avant/arrière                               | ■ / — | ■ / — | ■ / ■ |
| Montre à affichage digital                                   | ■     | ■     | ■     |
| Ouverture depuis l'habitacle trappe à essence/coffre         | ■ / ■ | ■ / ■ | ■ / ■ |
| Pare-soleil avec miroir de courtoisie conducteur et passager | —     | ■     | ■     |
| Plafonnier central                                           | ■     | ■     | ■     |
| Poches aumônières sur siège passager/conducteur              | ■ / — | ■ / — | ■ / — |
| Radio K7 stéréo haut de gamme avec façade amovible           | —     | —     | ■     |
| Radio K7 stéréo avec code anti-vol                           | ■     | ■     | —     |
| Siège conducteur basculant                                   | ■     | ■     | ■     |
| Siège passager basculant et coulissant                       | ■     | ■     | ■     |
| Toit ouvrant électrique double fonctionnalité en acier       | —     | ■     | ■     |
| Verrouillage centralisé                                      | ■     | ■     | ■     |
| Vide-poches arrière                                          | —     | ■     | ■     |
| Vide-poches dans les portières avant                         | —     | ■     | ■     |
| Ligne                                                        |       |       |       |
| Baguette latérale de protection noires                       | ■     | ■     | ■     |
| Boucliers peints ton carrosserie                             | ■     | ■     | ■     |
| Enjoliveurs de roues                                         | ■     | ■     | —     |
| Jantes en alliage                                            | O     | O     | ■     |
| Spoiler avant                                                | ■     | ■     | ■     |
| Visibilité                                                   |       |       |       |
| Antibrouillard arrière                                       | ■     | ■     | ■     |
| Essuie-glace avant à 2 vitesse + intermittence               | ■     | ■     | ■     |
| Pare-brise en verre feuilleté                                | ■     | ■     | ■     |
| Phares réglables en hauteur électriquement                   | ■     | ■     | ■     |
| Rétroviseurs réglables électriquement                        | —     | ■     | ■     |
| Vitres avant électriques/commandes à impulsion conducteur    | O / — | ■ / ■ | ■ / ■ |
| Conduite et sécurité                                         |       |       |       |
| Barres de renfort dans les portes                            | ■     | ■     | ■     |
| Ceintures de sécurité arrière 2 x 3 et 1 x 2 points          | ■     | ■     | ■     |
| Ceintures de sécurité avant 3 points                         | ■     | ■     | ■     |
| Compte-tours                                                 | ■     | ■     | ■     |
| Direction assistée                                           | ■     | ■     | ■     |
| Repose-pieds conducteur                                      | —     | —     | ■     |
| Témoin de sélection de rapport (boîte automatique)           | —     | ■     | —     |
| Témoin sonore d'oubli d'extinction des feux                  | ■     | ■     | ■     |
| Volant - 3 branches                                          | ■     | ■     | ■     |
| Équipements                                                  | 1.5i  | LSi   | ESi   |

Légende :
■ -Équipement de série
O -Option ou accessoire

### Gamme japonaise
Voici une liste des équipements principaux disponibles en date d'août 1995 pour la Civic 3 portes. Ces spécifications sont susceptibles d'être différentes en fonction des années de production, et de la concession de vente. Ces informations s’appliquent pour le Japon uniquement.

#### EL
- Climatiseur manuel (en option)
- Direction assistée
- Becquet de toit (avec montage surélevé et feu stop)
- Dégivreur de lunette arrière à résistance chauffante
- Ventilation supérieure
- Plage arrière
- Frein avant à disques ventilés
- Pneu radial, jante en acier 165 / 70R13 79S

#### MX
- Climatisation automatique (en option)
- Pare-chocs peints ton carrosserie
- Volant 3-branches réglable en hauteur
- Becquet de toit (avec montage surélevé et feu stop)
- Direction assistée
- Vitres électriques
- Rétroviseurs réglables électriquement peints ton carrosserie
- Verrouillage centralisé des portes
- Plage arrière
- Pneu radial, jante en acier avec enjoliveur de roue 175 / 70R13 82S

#### ETi
- Airbag conducteur
- Climatisation automatique (en option)
- Direction assistée (en option)
- Lame inférieure avant
- Becquet de toit (avec montage surélevé et feu stop)
- Vitres électriques
- Volant 4-branches réglable en hauteur
- Rétroviseurs réglables électriquement peints ton carrosserie
- Verrouillage centralisé des portes
- Pneu radial, jante en acier avec enjoliveur de roue 165 / 70R13 79S

Uniquement disponible en boîte manuelle.

#### VTi
- Airbag conducteur (en option)
- Climatisation automatique (en option)
- Système ABS à 3 canaux contrôlé numériquement [antiblocage des 4 roues] (en option)(1)
- Visco-coupleur type LSD (en option)
- Toit ouvrant électrique en verre teinté (en option)
- Direction assistée
- Vitres électriques
- Rétroviseurs réglables électriquement peints ton carrosserie
- Becquet de toit (avec montage surélevé et feu stop)
- Pneu radial, jante en acier avec enjoliveur de roue 175 / 65R14 82H

(1) En option avec le visco-coupleur type LSD

#### SiR
- Ventilation supérieure
- Grand becquet de toit (avec montage surélevé et feu stop à LED)
- Lame inférieure avant
- Sièges avant avec appuis-tête tenant par un bras
- Renfort de porte
- Barre stabilisatrice (avant / arrière)
- Frein à disques (avant / arrière)
- Pneu radial, jante en acier avec enjoliveur de roue 195 / 55R15 83V

Uniquement disponible en boîte manuelle.

#### SiR·II
- Airbag conducteur (en option)
- Climatisation automatique (en option)
- TCS (Système de Contrôle de Traction) + ABS à 3 canaux contrôlé numériquement [antiblocage des 4 roues] (en option)
- Visco-coupleur type LSD (en option)
- Toit ouvrant électrique en verre teinté (en option)
- Direction assistée
- Rétroviseurs réglables électriquement peints ton carrosserie
- Volant gainé de cuir
- Grand becquet de toit (avec montage surélevé et feu stop à LED)
- Pneu radial, jante en acier avec enjoliveur de roue 195 / 55R15 83V
- Vitres teintées

## Compétitions automobiles, courses amateurs, tuning
La Honda Civic de cinquième génération fait partie des modèles très appréciés des pilotes de compétition automobiles, ou des pilotes amateurs sur circuits, en rallye ou encore dans des courses de rue (street racing).
Ce modèle, comme d'autres chez Honda, est très apprécié du tuning (bolidage en français) notamment en raison de sa légèreté, de sa faible garde au sol, ainsi que de sa capacité à accueillir de gros moteurs. La plupart des éléments de la carrosserie sont facilement remplaçables par des éléments usinés en fibre de carbone: le capot, les ailes, les portes, le hayon... Les éléments superflus de l'habitacle sont également très facilement supprimables ce qui peut faire perdre facilement une centaine de kilogrammes.
Les éléments du châssis, de la suspension, ainsi que du moteur sont également facilement interchangeables avec des pièces d'autres modèles de Honda. Le groupe motopropulseur est également remplaçable par des moteurs Honda d'autres modèles, les modifications les plus courantes sont un swap (changement du moteur d'origine) avec des moteurs Honda F20C, K24 ou encore B18. Le changement de boîte de vitesses sont également très prisés.
En rallye, le moteur d'origine de la Civic VTi (B16A2) permet de courir dans des catégories pouvant aisément mettre à profit son rapport poids/puissance.
Enfin pour les courses de rue (street racing), sa banalité permet de cacher souvent de gros moteurs (sleeper), surprenant les adversaires. Sa légèreté est également appréciée des courses de montagnes illégales (Touge) au Japon, bien que des modèles propulsion comme la Toyota Corolla AE86, ou encore les Nissan Silvia restent privilégiés.

Des Honda Civic 5e génération courant en compétition automobile
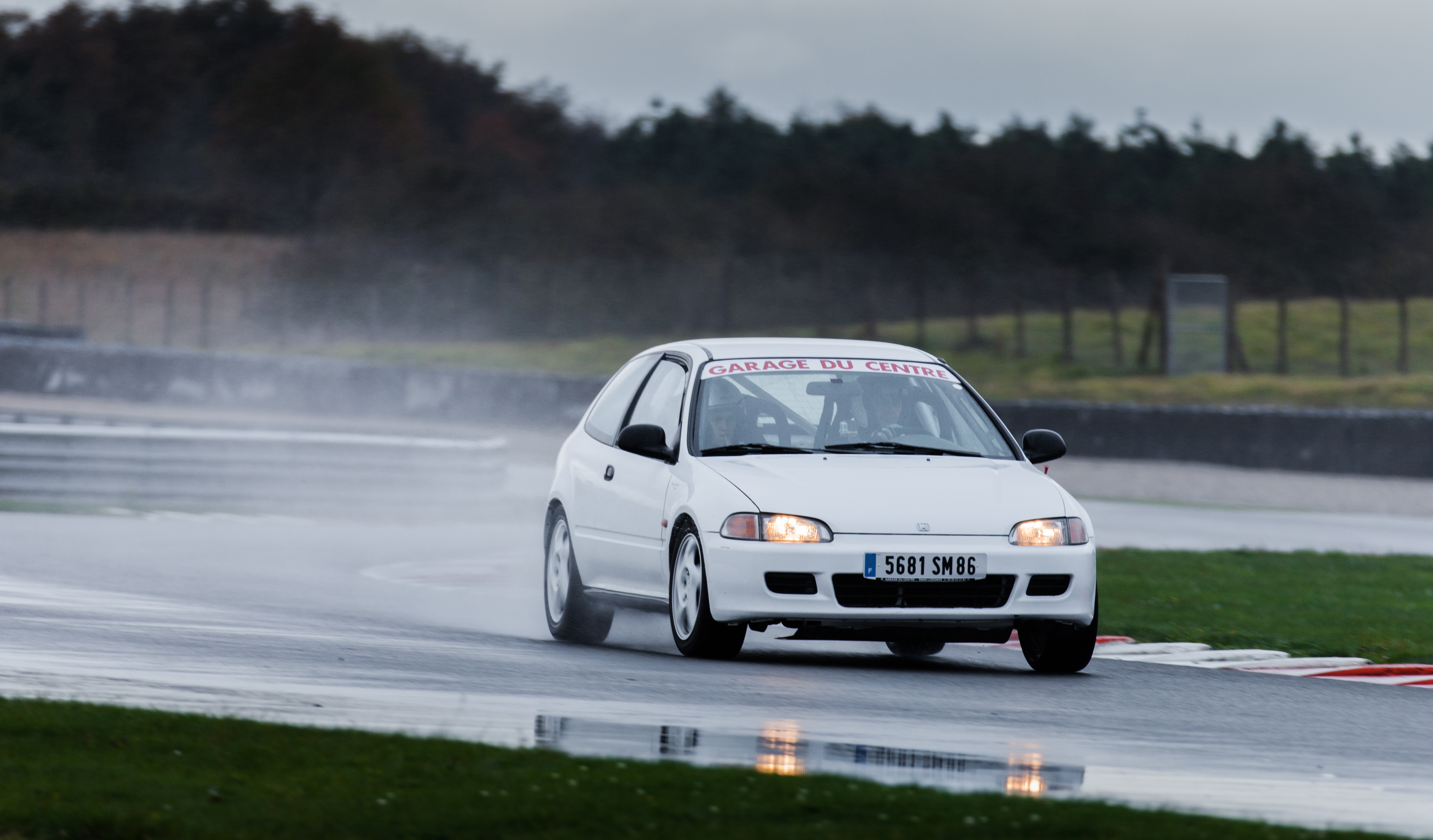
Honda Civic 3 portes sur le Circuit du Val de Vienne en France.
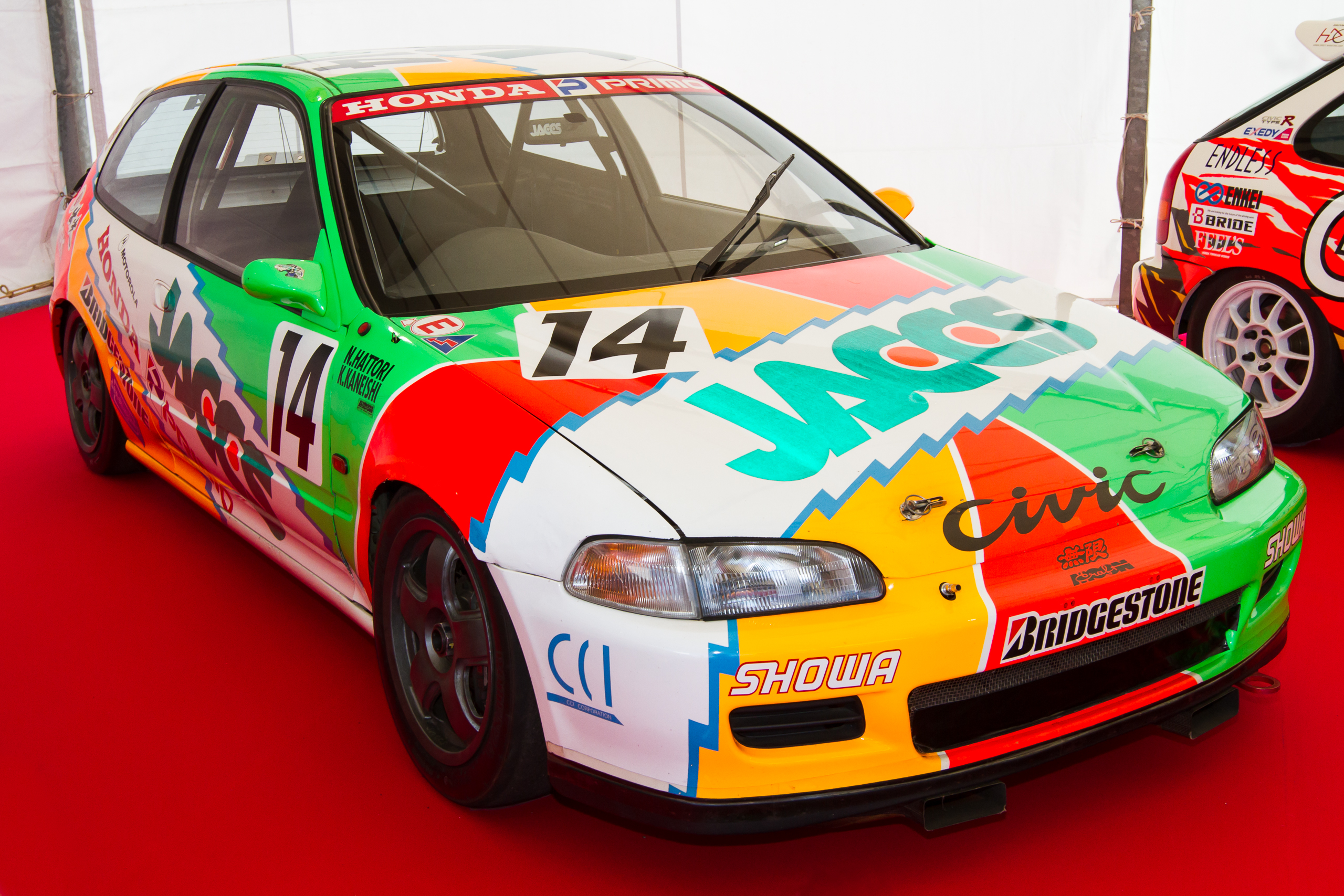
Honda Civic 3 portes exposée au Circuit de Suzuka gagnante de la catégorie JTC-3 (+ 1600cc) du Japanese Touring Car Championship édition 1993 (en).
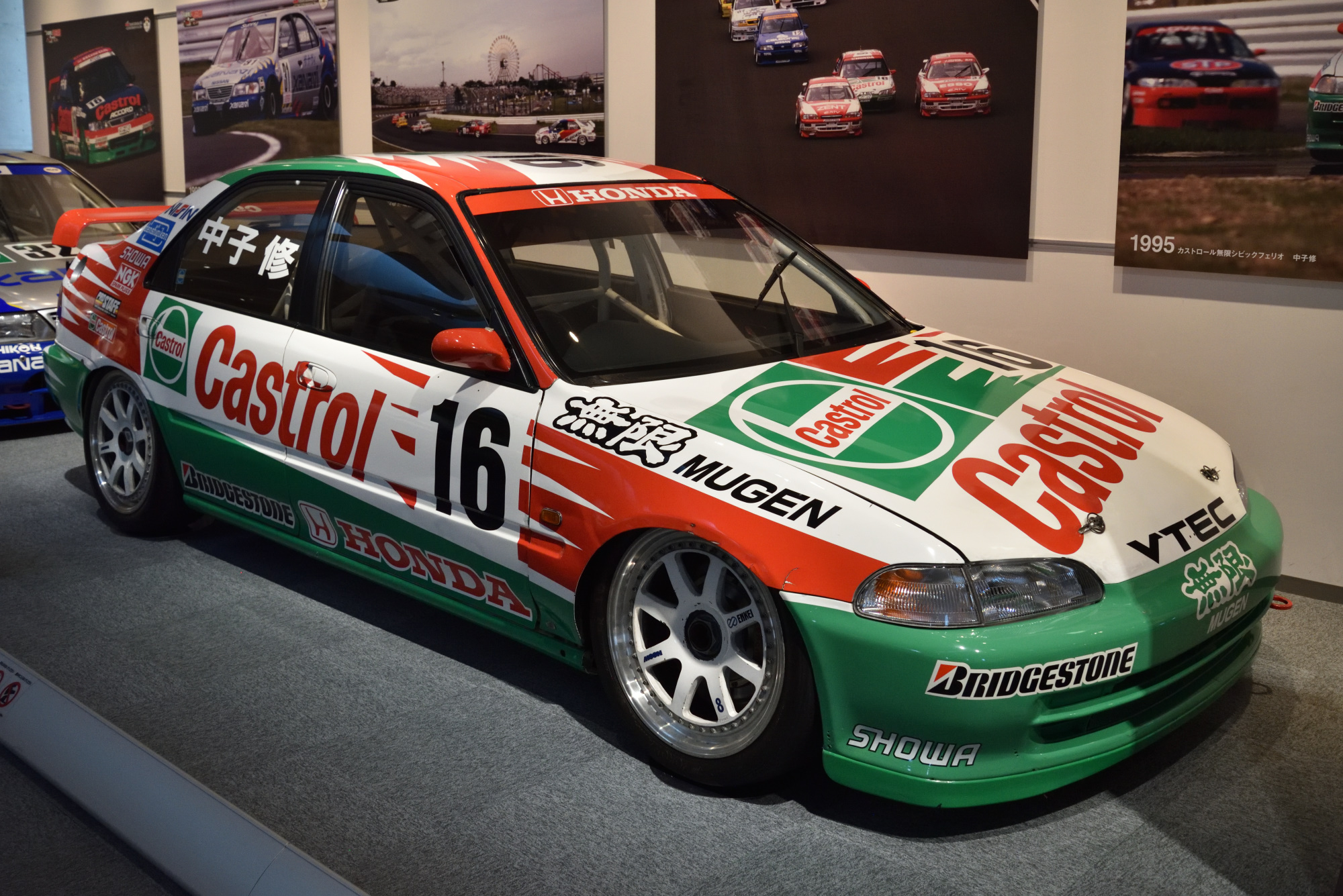
Honda Civic 4 portes exposée au Honda Collection Hall 13e du Japanese Touring Car Championship édition 1995 (en).
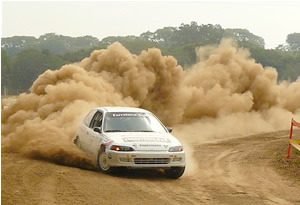
Honda Civic VTi courant en catégorie A6 au Autodromo Aratirí au Paraguay.

Une Honda Civic 5e génération utilisée pour des courses illégales au Japon
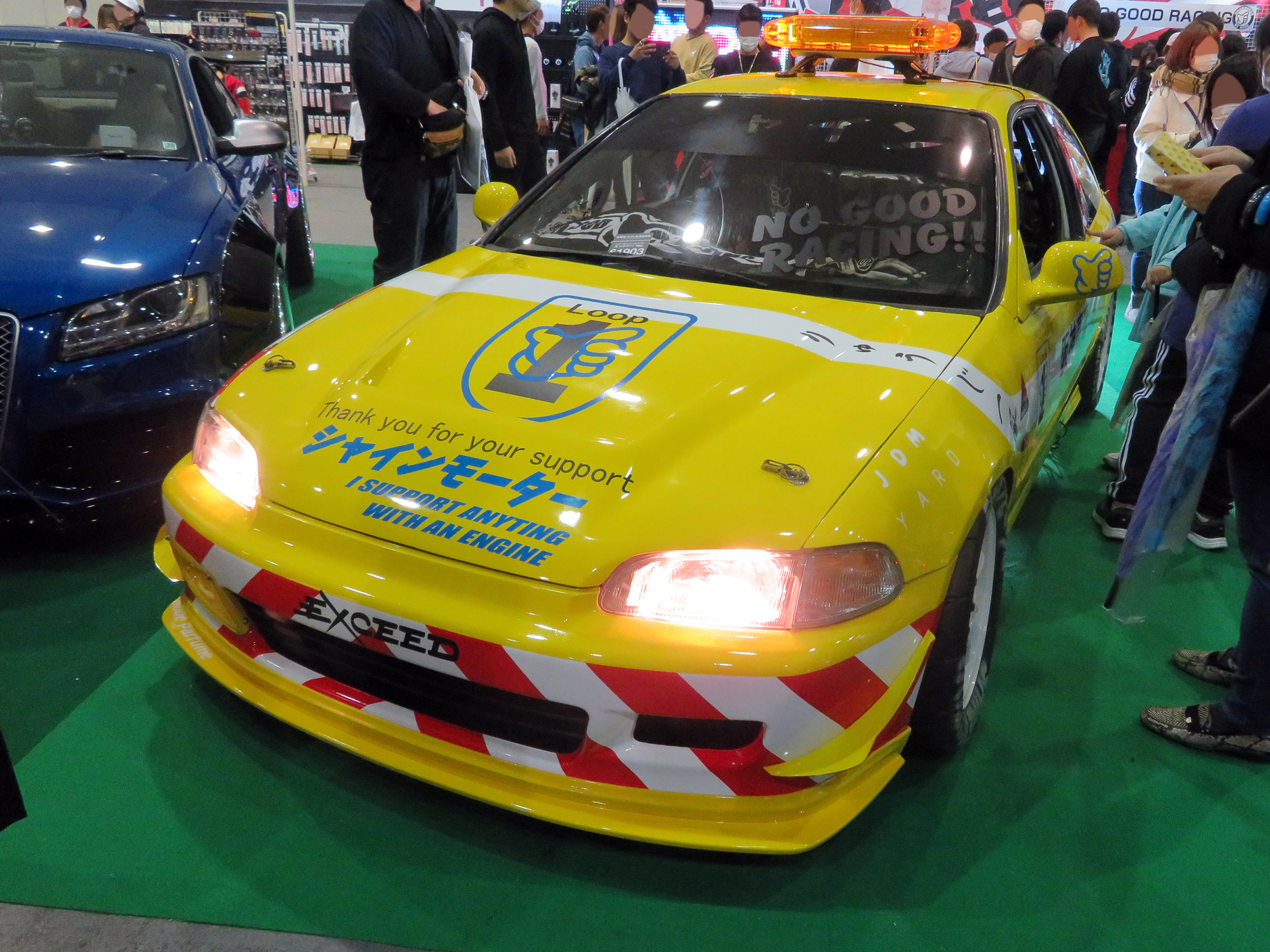
Honda Civic 3 de street racing exposée au Osaka Auto Messe (en) au Japon. Vu de l'avant.
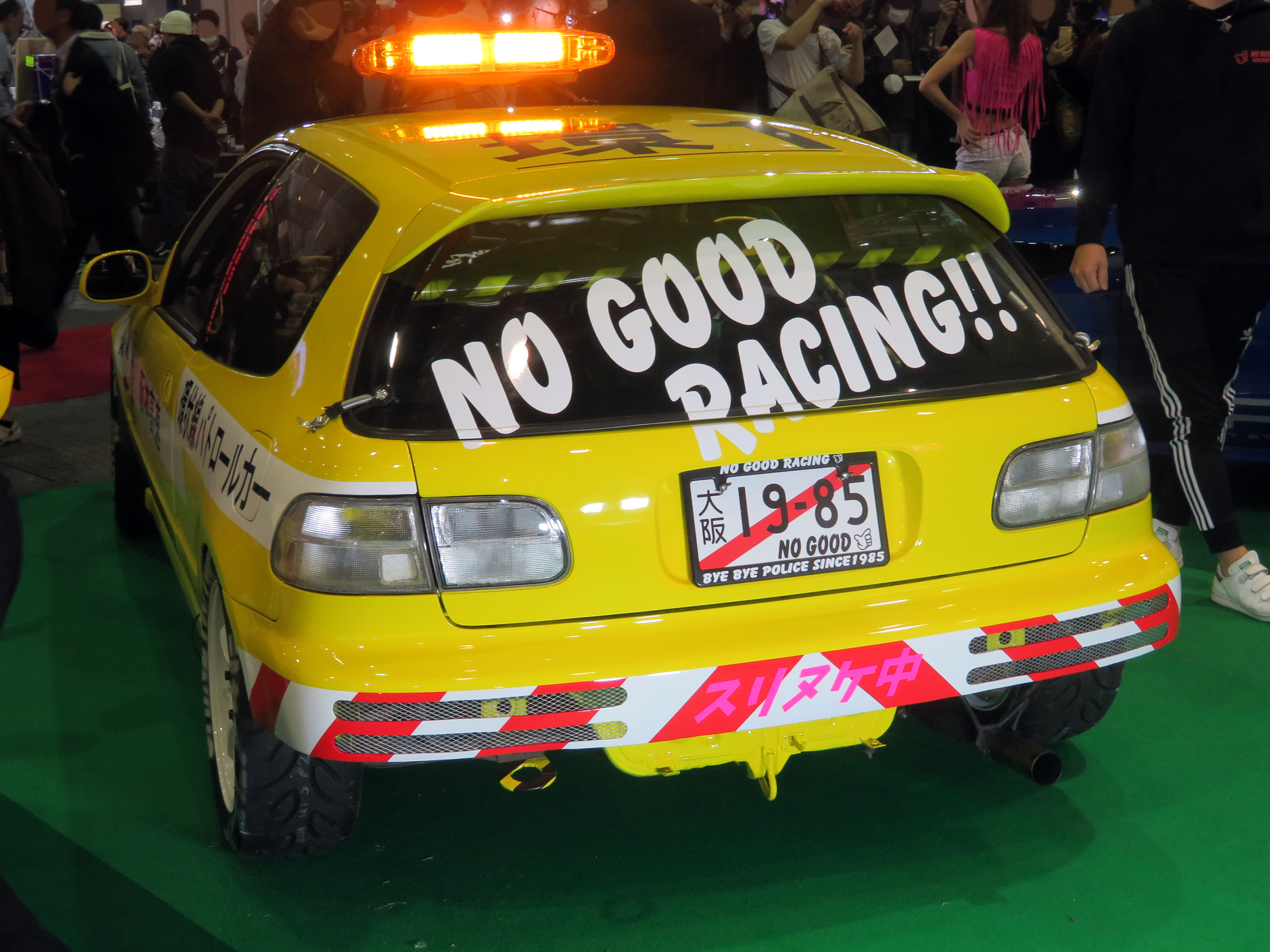
Honda Civic 3 de street racing exposée au Osaka Auto Messe (en) au Japon. Vu de l'arrière.